# Бутово (Орловская область)
Бутово — деревня в Урицком районе Орловской области России. Входит в состав Котовского сельского поселения.
Малая родина Героя Советского Союза И. Н. Машкарина (Мошкарина)

## География
Расположена на левом берегу реки Орлик; на противоположном берегу находится посёлок Воронцово.
В деревне имеется одна улица — Бутово.

## История
Рядом с деревней находятся два древних селища:
- Селище № 1 раннежелезного века, XIV—XVII веков — в двух километрах к югу — юго-востоку от деревни, два километра к северо-востоку от деревни Ледно: правый берег оврага при впадении его в долину. Размеры около 150 на 100 метров, высота над рекой — 16-21 метр. Культурний слой до 30 сантиметров. Обнаружены керамика лепная, предположительно верхнеокской культуры, и гончарная позднесредневековая.
- Селище № 2 раннежелезного века — в двух километрах к югу — юго-востоку от деревни и два километра к северо-востоку от деревни Ледно: правый коренной берег реки Орлик. Размеры селища — около 80 на 60 метров, высота над рекой — около 30 метров. Культурный слой 10-50 сантиметров. Обнаружены керамика лепная, предположительно верхнеокской или юхновской культуры.

## Население
| 2010 |
| ---- |
| 24   |

## Известные уроженцы, жители
- Машкарин, Иван Николаевич (Мошкарин) (1921—1944) — Герой Советского Союза.

## Инфраструктура
Личное подсобное хозяйство с зоной сельскохозяйственного использования, индивидуальная застройка усадебного типа.

## Транспорт
Просёлочная дорога соединяет Бутово через деревню Ледно с автомобильной трассой Р-120.